# موسى مدخلي
موسى مدخلي (بالإنجليزية: Mousa Madkhali)‏؛ مواليد 19 ديسمبر 1987 في جازان، السعودية، هو لاعب كرة قدم سعود.

## مسيرة اللاعب
لعب مع نادي حطين ونادي الوحدة ونادي العين نادي العدالة ونادي الانتصار.

## روابط خارجية
- موسى مدخلي على موقع Soccerway.com (الإنجليزية)